# Mirage (film)
Mirage is een Amerikaanse thriller uit 1965 onder regie van Edward Dmytryk. Het scenario is gebaseerd op de roman Fallen Angel (1952) van de Amerikaanse auteur Howard Fast.

## Verhaal
In een wolkenkrabber in New York is de stroom uitgevallen. Als de boekhouder David Stillwell het gebouw verlaat, stelt hij tot zijn verbazing vast dat er een vredesactivist door het raam is gesprongen. Langzamerhand gaat David beseffen dat hij aan geheugenverlies lijdt. Hij wil weten welke gebeurtenissen voorafgingen aan de stroomuitval. Op die manier raakt hij almaar dieper verstrikt in een web van intriges.

## Rolverdeling
| Acteur           | Personage              |
| ---------------- | ---------------------- |
| Gregory Peck     | David Stillwell        |
| Diane Baker      | Shela                  |
| Walter Matthau   | Ted Caselle            |
| Kevin McCarthy   | Sylvester Josephson    |
| Jack Weston      | Lester                 |
| Leif Erickson    | Crawford Gilcuddy      |
| Walter Abel      | Charles Stewart Calvin |
| George Kennedy   | Willard                |
| Robert H. Harris | Dr. Augustus J. Broden |
| Anne Seymour     | Frances Calvin         |
| House Jameson    | Bo                     |
| Hari Rhodes      | Luitenant Franken      |
| Syl Lamont       | Benny                  |
| Eileen Baral     | Irene                  |
| Neil Fitzgerald  | Joe Turtle             |